# Połapy
Połapy (ukr. Полапи) – wieś na Ukrainie w rejonie kowelskim, w obwodzie wołyńskim. W II Rzeczypospolitej miejscowość wchodziła w skład gminy wiejskiej Zgorany w powiecie lubomelskim województwa wołyńskiego. Do II wojny światowej w pobliżu miejscowości znajdowały się niewielki chutor Ostrów.
Pierwsze wzmianki o wsi pochodzą z 1510 roku. Polapi były wsią starostwa lubomelskiego w 1570 roku. We wsi znajduje się cerkiew Uspieńska, zbudowana w latach 1990-1993, na miejscu starej cerkwi, która spłonęła w czasie II wojny światowej.
5 października 1943 roku oddziały AK Kazimierza Filipowicza „Korda” i Władysława Czermińskiego „Jastrzębia” w odwecie za zabicie około 1050 Polaków z wiosek Ostrówki i Wola Ostrowiecka, spaliły wsie Połapy i sąsiednią Sokół, mordując lokalną ludność.
Do 2020 w rejonie lubomelskim.